# Ceyx rufidorsa
Ceyx rufidorsa е вид птица от семейство Alcedinidae.

## Разпространение
Видът е разпространен в Бангладеш, Бутан, Бруней, Виетнам, Индия, Индонезия, Камбоджа, Китай, Лаос, Малайзия, Мианмар, Сингапур, Тайланд, Филипините и Шри Ланка.